# ナワ族
ナワ族（ナワぞく、Nahua）は、メキシコに住む民族。原住民中最大の民族である。
ナワ族はメキシコ中央部のメキシコ盆地を中心とする地域に居住するが、伝説によれば、北方からやってきたと伝えられる。これは、ナワ族の言語であるナワトル語が北方系のユト・アステカ語族に属し、周辺のミヘ・ソケ語族、オト・マンゲ語族、マヤ語族などとまったく異なっていることから、史実を反映していると考えられる。しかし、言語以外の点ではほかのメソアメリカ文明と共通する点が多い。
ナワ族の集団としてはメシカ、テパネカ、アコルワ、トラスカルテカなどが知られる。特にメシカはテノチティトランを建設し、アステカ帝国の中心的な存在であった。また、トラスカルテカは16世紀にやってきたスペイン人と同盟して植民地化に協力したことで知られる。

## 名称
この民族の名称は、地域によって異なっている。
- メキシコでは「ナワ」。
- グアテマラ及びエルサルバドルでは「ピピル」。
- ニカラグアでは「ニカラオ」（Nicaraos）または「ニキラノ」（Niquiranos）。

## 居住地

メキシコにおけるナワトル語話者の分布

サン・ルイス・ポトシ州、イダルゴ州、プエブラ州、ゲレロ州、ベラクルス州に多く住んでいる。

## 衣服
プエブラ州のナワ族女子は、昔から伝わる暗色の羊毛製のスカートをはき、髪をふたつに分けて編んで後ろで結んでいる。男子は、髪をプティング皿の型に刈り、皮ひもサンダルを履いている。

## 生活
畑仕事はたいがい家族だけで済ませるが、人を幾人か雇って耕作させる裕福な家庭もある。主食はトウモロコシ、トウガラシ、豆類。
織物作りに特に優れる。